# 高随祥
高随祥（1962年12月—），男，陕西延川人，中国数学家，现任中国科学院大学党委副书记。主要从事通信网络优化模型及算法、组合最优化算法设计与分析、大数据分析方法及其应用等研究。

## 生平
1983年在延安大学数学系获学士学位。1988年毕业于郑州大学数学系，获理学硕士学位。1998年在中国科学院应用数学研究所获理学博士学位。2000年起，在中国科学院研究生院（2012年改称中国科学院大学）任教。历任数学教学部副主任，招生办公室副主任、主任，考试中心主任，院长助理，网络中心主任，数学科学学院党总支书记、校长助理。2015年5月起，任中国科学院大学党委副书记（2015年5月至2017年7月兼任副校长，2017年7月至2019年12月兼任纪委书记）。2019年12月，任中国科学院大学党委副书记（兼）、中国科学院党校副校长。

## 出版物
- 高随祥. . 高等教育出版社. 2009. ISBN 978-7-04-020009-6.